# Silver City, New Mexico
Silver City este o localitate, municipalitate și sediul comitatului, Grant din statul New Mexico din Statele Unite ale Americii. În Silver City se găsește campusul en Western New Mexico University.
La 1 aprilie 2010, data recensământului din 2010 (Census 2010) populația locală fusese de 10.315. Conform estimării din 2015, populația stabilă scăzuse la 10.004.

## Istorie
Valea în care se găsește localitatea de azi, Silver City, a servit cândva ca așezare nepermanentă pentru diverse clanuri ale comunității extinse a tribului Apache. Odată cu sosirea spaniolilor, zona a devenit cunoscută pentru extragerea cuprului. După Războiul civil american, a fost creată o așezare cunoscută ca "La Ciénega de San Vicente" (Oaza Sfântului Vincențiu). Când valul de prospectori americani a ajuns și aici, viteza de schimbare s-a accelerat și în 1870, orașelul (town) Silver City a fost fondat.

## Geografie
Silver City se găsește în apropierea centrului comitatului Grant, la piciorul sudic al lanțului montan Piños Altos al munților Mogollon. Orășelul este la 5 km est de Cumpăna apelor a Americii de Nord, în valea râului San Vicente Arroyo, un afluent care curge la sud al râului Mimbres.

Conform datelor culege și stocate de U.S. Census Bureau, Silver City are o suprafață totală de 26.3 km2, din care doar 0.17% este apă.

## Climat
Climatul localității Silver City poate fi clasificat ca unul semi-arid conform clasificării sistemului Köppen.  Climatul semi-arid este caracterizat de veri fierbinți și ierni reci cu precipitații semnificative sub formă de ploaie și uneori cu zăpadă la altitudini joase, dar cu multe precipitații solide la altitudini ridicate. Precipitațiile lichide se prezintă adesea sub formă de precipitații musonice intense de vară. 
| Date climatice pentru Silver City, New Mexico, 1901-1964. (Elevation 5.950 picioare sau 1.810 m) | Date climatice pentru Silver City, New Mexico, 1901-1964. (Elevation 5.950 picioare sau 1.810 m) | Date climatice pentru Silver City, New Mexico, 1901-1964. (Elevation 5.950 picioare sau 1.810 m) | Date climatice pentru Silver City, New Mexico, 1901-1964. (Elevation 5.950 picioare sau 1.810 m) | Date climatice pentru Silver City, New Mexico, 1901-1964. (Elevation 5.950 picioare sau 1.810 m) | Date climatice pentru Silver City, New Mexico, 1901-1964. (Elevation 5.950 picioare sau 1.810 m) | Date climatice pentru Silver City, New Mexico, 1901-1964. (Elevation 5.950 picioare sau 1.810 m) | Date climatice pentru Silver City, New Mexico, 1901-1964. (Elevation 5.950 picioare sau 1.810 m) | Date climatice pentru Silver City, New Mexico, 1901-1964. (Elevation 5.950 picioare sau 1.810 m) | Date climatice pentru Silver City, New Mexico, 1901-1964. (Elevation 5.950 picioare sau 1.810 m) | Date climatice pentru Silver City, New Mexico, 1901-1964. (Elevation 5.950 picioare sau 1.810 m) | Date climatice pentru Silver City, New Mexico, 1901-1964. (Elevation 5.950 picioare sau 1.810 m) | Date climatice pentru Silver City, New Mexico, 1901-1964. (Elevation 5.950 picioare sau 1.810 m) | Date climatice pentru Silver City, New Mexico, 1901-1964. (Elevation 5.950 picioare sau 1.810 m) |
| Luna                                                                                             | Ian                                                                                              | Feb                                                                                              | Mar                                                                                              | Apr                                                                                              | Mai                                                                                              | Iun                                                                                              | Iul                                                                                              | Aug                                                                                              | Sep                                                                                              | Oct                                                                                              | Nov                                                                                              | Dec                                                                                              | Anual                                                                                            |
| ------------------------------------------------------------------------------------------------ | ------------------------------------------------------------------------------------------------ | ------------------------------------------------------------------------------------------------ | ------------------------------------------------------------------------------------------------ | ------------------------------------------------------------------------------------------------ | ------------------------------------------------------------------------------------------------ | ------------------------------------------------------------------------------------------------ | ------------------------------------------------------------------------------------------------ | ------------------------------------------------------------------------------------------------ | ------------------------------------------------------------------------------------------------ | ------------------------------------------------------------------------------------------------ | ------------------------------------------------------------------------------------------------ | ------------------------------------------------------------------------------------------------ | ------------------------------------------------------------------------------------------------ |
| Maxima istorică °F (°C)                                                                          | 71 (22)                                                                                          | 77 (25)                                                                                          | 82 (28)                                                                                          | 88 (31)                                                                                          | 95 (35)                                                                                          | 102 (39)                                                                                         | 105 (41)                                                                                         | 98 (37)                                                                                          | 98 (37)                                                                                          | 89 (32)                                                                                          | 79 (26)                                                                                          | 76 (24)                                                                                          | 105 (41)                                                                                         |
| Maxima medie °F (°C)                                                                             | 50.8 (10,4)                                                                                      | 54.6 (12,6)                                                                                      | 58.8 (14,9)                                                                                      | 68.1 (20,1)                                                                                      | 77.2 (25,1)                                                                                      | 86.8 (30,4)                                                                                      | 87.5 (30,8)                                                                                      | 85.4 (29,7)                                                                                      | 81.2 (27,3)                                                                                      | 71.2 (21,8)                                                                                      | 59.3 (15,2)                                                                                      | 51.4 (10,8)                                                                                      | 69,4 (20,8)                                                                                      |
| Minima medie °F (°C)                                                                             | 23.9 (−4.5)                                                                                      | 25.8 (−3.4)                                                                                      | 30.2 (−1.0)                                                                                      | 36.9 (2,7)                                                                                       | 44.8 (7,1)                                                                                       | 54.2 (12,3)                                                                                      | 59.5 (15,3)                                                                                      | 57.8 (14,3)                                                                                      | 51.6 (10,9)                                                                                      | 41.6 (5,3)                                                                                       | 30.1 (−1.1)                                                                                      | 24.9 (−3.9)                                                                                      | 40,1 (4,5)                                                                                       |
| Minima istorică °F (°C)                                                                          | −13 (−25)                                                                                        | 0 (−18)                                                                                          | 10 (−12)                                                                                         | 19 (−7)                                                                                          | 25 (−4)                                                                                          | 36 (2)                                                                                           | 48 (9)                                                                                           | 46 (8)                                                                                           | 31 (−1)                                                                                          | 21 (−6)                                                                                          | 5 (−15)                                                                                          | −1 (−18)                                                                                         | −13 (−25)                                                                                        |
| Precipitații inches (mm)                                                                         | 1.05 (26.7)                                                                                      | 1.15 (29.2)                                                                                      | 0.96 (24.4)                                                                                      | 0.58 (14.7)                                                                                      | 0.36 (9.1)                                                                                       | 0.69 (17.5)                                                                                      | 3.03 (77)                                                                                        | 3.00 (76.2)                                                                                      | 1.92 (48.8)                                                                                      | 1.27 (32.3)                                                                                      | 0.75 (19.1)                                                                                      | 1.24 (31.5)                                                                                      | 16,02 (406,9)                                                                                    |
| Zăpadă inches (cm)                                                                               | 3.5 (8.9)                                                                                        | 3.8 (9.7)                                                                                        | 1.5 (3.8)                                                                                        | 1.0 (2.5)                                                                                        | 0 (0)                                                                                            | 0 (0)                                                                                            | 0 (0)                                                                                            | 0 (0)                                                                                            | 0 (0)                                                                                            | 0 (0)                                                                                            | 0.7 (1.8)                                                                                        | 4.1 (10.4)                                                                                       | 14,5 (36,8)                                                                                      |
| Nr. de zile cu precipitații                                                                      | 5                                                                                                | 5                                                                                                | 5                                                                                                | 3                                                                                                | 3                                                                                                | 4                                                                                                | 12                                                                                               | 11                                                                                               | 7                                                                                                | 4                                                                                                | 3                                                                                                | 5                                                                                                | 67                                                                                               |
| Sursă: The Western Regional Climate Center                                                       |                                                                                                  |                                                                                                  |                                                                                                  |                                                                                                  |                                                                                                  |                                                                                                  |                                                                                                  |                                                                                                  |                                                                                                  |                                                                                                  |                                                                                                  |                                                                                                  |                                                                                                  |

## Locuri de interes, atracții turistice
În apropierea localității, la nord de aceasta se află Gila Wilderness, prima zonă de acest tip protejată din lume, statutul acesteia fiind dobândit la 3 iunie 1924.